# Liste von Persönlichkeiten der Stadt Schärding
Diese Liste von Persönlichkeiten der Stadt Schärding verzeichnet Personen, die in Schärding zur Welt gekommen oder mit der Stadt verbunden sind.

## Söhne und Töchter der Stadt
- Gregor Lechner (n. 1490 – 1558), Abt des Stiftes Kremsmünster 1543–1558
- Rupert Ignaz Mayr (1646–1712), Violinist, Komponist und Hofkapellmeister
- Johann Marian von Leyden, Landrichter von Schärding, war Mitglied des fünfköpfigen Direktoriums des vom 21. Dezember 1705 bis 17. Januar 1706 tagenden Braunauer Parlaments
- Michael Denis (1729–1800), Jesuit und Hofdichter (Tauet, Himmel, den Gerechten)
- Johann Ev. Lamprecht (1816–1895), Geistlicher, Heimatforscher und Kartograph
- Leopold Scheibl (1817–1894), Bürgermeister der Stadt Salzburg 1885–1888
- Karl Wagner von Inngau (1819–1893), Präsident des Handelsgerichts Wien
- Hans Zötl (1846–1938), Landesgerichtsrat und Gründer des Franz-Stelzhamer-Bundes
- Eduard Kyrle (1854–1922), Apotheker und Abgeordneter zum Österreichischen Abgeordnetenhaus
- Georg Wieninger (1859–1925), Bierbrauer, Politiker und Agrarwissenschaftler
- Josef Kyrle (1880–1926), Dermatologe
- Max Hirschenauer (1885–1955), Landschafts-, Genre- und Porträtmaler
- Georg Kyrle (1887–1937), Prähistoriker und Speläologe
- Gustav Kapsreiter (1893–1971), Industrieller, Kunstförderer und Politiker
- Adele Obermayr (1894–1972), Politikerin (SPÖ)
- Ernst Degn (1904–1990), Maler
- Albert Bruckmayr (1913–1982), Benediktinerabt in Stift Kremsmünster
- Ernst Dürr (1921–2002), Vizebürgermeister von Schärding und Landtagsabgeordneter (SPÖ)
- Karl Mayr (1936–2020), Unternehmer und Gründer der Fussl Modestraße
- Gerhard Botz (* 1941), Historiker
- Ferdinand Gstöttner (1942–2018), Politiker (SPÖ), Bürgermeister von Schärding
- Edith Schreiber-Wicke (* 1943), Kinder- und Jugendbuchautorin
- Christl Filippovits (* 1944), Schwimmerin
- Wolfgang Mayr (* 1944), Journalist und Chefredakteur der Austria Presse Agentur
- Hans Schafranek (1951–2022), Zeithistoriker und Publizist
- Annemarie Auinger (* 1951), Malerin
- Hans Hurch (1952–2017), Direktor der Viennale (Filmfestival Wien)
- Werner Stadler (* 1957), Politiker
- Roger Reidinger (* 1963), a. o. Universitätsprofessor für Skandinavistik
- Fritz Egger (* 1960), Schauspieler und Kabarettist
- Uli Marchsteiner (* 1961), Designer und Kurator
- Priska Riedl (* 1964), bildende Künstlerin und Hochschullehrerin für Textilkunst-Design
- Othmar Plöckinger (* 1965), Historiker
- Thomas Weber (* 1965), Maler und Grafiker
- Richard Gierlinger (* 1967), Kleinplanetenentdecker, Mitglied der Royal Astronomical Society, Betreiber der Sternwarte Gaisberg – IAU Observatorium B21 des MPC / Cambridge
- Rosemarie Kaufmann, Malerin[1]
- Raphael M. Bonelli (* 1968), Neurowissenschaftler, Psychiater und systemischer Psychotherapeut
- Walter Ablinger (* 1969), Behindertensportler und Olympiasieger
- Judith Huemer (* 1969), Künstlerin
- Gerhard Lessky (* 1969), Dirigent
- Anette Smolka-Woldan (* 1969), Tischlerin, Restauratorin, Malerin, Grafikerin, Karikaturistin und Illustratorin
- Karl-Michael Ebner (* 1972), Opernsänger, Intendant, Präsident des Österreichischen Musiktheaterpreis, Gründer des Musikfestival Steyr, Mitglied der Volksoper Wien
- Thomas Schererbauer (* 1972), Politiker, Mitglied des Bundesrats
- Helmut Oblinger (* 1973), Slalomkanute
- Pamela Ecker[2] (* 1974), Malerin, Musikerin und Musikpädagogin
- Marlene Morreis (* 1976), Schauspielerin
- Andreas Baumgartner (* 1981), Skispringer
- Sebastian Schreiner (* 1984), Filmeditor und visueller Künstler
- Lukas Weißhaidinger (* 1992), Diskuswerfer
- Fabian Rossdorfer (* 2005), Fußballspieler

## Ehrenbürger der Gemeinde
- Johann Ev. Lamprecht (1816–1895), Geistlicher, Heimatforscher und Kartograph, Ehrenbürger 1860
- Ignaz von Poth, Gemeinderat der Stadt Schärding, Ehrenbürger 1863
- Franz Reiß, Bürgermeister von Schärding 1870–1876, Ehrenbürger 1876
- Leopold Tausch von Glöckelsthurm, Bezirkshauptmann von Schärding, Ehrenbürger 1880
- Carl Freiherr von Schwarz (1817–1898), errichtete den ehemals auf dem Stadtplatz stehenden Hochstrahlbrunnen, Ehrenbürger 1884
- Franz Peham, Gemeinderat der Stadt Schärding, Ehrenbürger 1885
- Karl Kiederle (1818–1903), Stadtpfarrer von Schärding und Dechant des Dekanats Schärding 1876–1903, Ehrenbürger 1886
- Georg Wieninger (1859–1925), Bierbrauer, Politiker und Agrarwissenschaftler
- Rudolf Kenzian von Kenzianshausen (1854–1927), Offizier, Kommandeur des in Schärding stationierten Kaiserschützen-Bataillons III, Ehrenbürger 1918
- General Mark W. Clark (1896–1984), US-Hochkommissar für Österreich, Ehrenbürger 1946
- Ferdinand Gstöttner (1942–2018), Bürgermeister von Schärding 1981–2003
- Franz Angerer, Bürgermeister von Schärding 2003–2021, Ehrenbürger 2025[3]

## Weitere Personen mit Bezug zur Gemeinde
- Leonhard Kaiser (1480–1527), lutherischer Theologe und Prediger, wurde am 16. August 1527 als Ketzer außerhalb der Stadtmauern am Innufer verbrannt. Ihm zu Ehren wurde im Jahre 1927 ein Gedenkstein errichtet.
- Carl von Schwarz (1817–1898), errichtete die Hochquell-Wasserleitung und den ehemals auf dem Stadtplatz stehenden Hochstrahlbrunnen
- Margret Bilger (1904–1971), Künstlerin und Glasmalerin, in Schärding verstorben
- Gustav Aduatz (1908–1991), Architekt, Stadtarchitekt von Schärding, begraben in Schärding
- Johanna Dorn-Fladerer (1913–1988), österreichische Künstlerin, begraben in Schärding
- Franz Engl (1914–1995), Lokalpolitiker, Gymnasialdirektor, Autor und Kustos des Heimathauses Schärding
- Elfriede Engl (* 1920), Kunsthistorikerin, Pädagogin und Autorin
- Hermann Zittmayr (1926–2001), Chef des Schärdinger Molkereiverbandes, begraben in Schärding
- Alois Riedl (* 1935), Maler und Zeichner, lebt und arbeitet in Schärding
- Rudolf Lessky (* 1935), Hauptschullehrer, Musikpädagoge, Kirchenmusiker und Komponist
- Irmin Frank (1939–2010), Textilkünstlerin
- Lutz Weinzinger (1943–2021), Landes- und Bundespolitiker, wohnte und arbeitete in Schärding
- Wolfgang Stöffelmayr[4] (* 1950), Musikschuldirektor in Schärding und Konzertpianist (Musik im Salon)
- Ernst Schmid (* 1958), Lehrer und Schriftsteller; seine Kindheit und Jugend verbrachte er in Schärding
- Violetta Oblinger-Peters (* 1977), Slalomkanutin, lebt in Schärding